# Algimanta
Algimanta ist ein weiblicher litauischer Vorname, abgeleitet von Algis und Mantas. Die männliche Form ist Algimantas.

## Personen
- Algimanta Pabedinskienė (* 1965), Politikerin, Sozialministerin